# Metroid Prime
Metroid Prime is een spel voor de GameCube, gemaakt door Retro Studios en uitgebracht door Nintendo. Het werd uitgebracht in Noord-Amerika in 2002 en in Europa in 2003. Het is het eerste 3D-spel in de langlopende Metroid-serie. Het is een first-person avonturenspel.

## Plot
Planeet Talon IV wordt geteisterd door duistere krachten. De speler kruipt in het harnas van protagonist Samus Aran om het kwaad te verdrijven.

## Ontvangst
Het werd een van de bestverkopende GameCube-spellen, met bijna 1,5 miljoen verkochte exemplaren in de Verenigde Staten. Het spel heeft in 2002 de GameSpot's Game of the Year prijs gewonnen.
| Beoordeeld door      | Jaar | Platform | Score |
| -------------------- | ---- | -------- | ----- |
| Kombo.com            | 2003 | GameCube | 100%  |
| Gamereactor (Zweden) | 2003 | GameCube | 100%  |
| Darkstation          | 2002 | GameCube | 100%  |
| GamesFirst!          | 2003 | GameCube | 100%  |
| Netjak               | 2002 | GameCube | 98%   |
| IGN                  | 2002 | GameCube | 98%   |
| GamersHell.com       | 2002 | GameCube | 90%   |
| Boomtown             | 2003 | GameCube | 90%   |
| Play.tm              | 2003 | GameCube | 90%   |
| Edge                 | 2002 | GameCube | 90%   |

## Trivia
- Het spel is opgenomen in het boek 1001 Video Games You Must Play Before You Die van Tony Mott.